# Fertőfehéregyháza
Fertőfehéregyháza (németül Donnerskirchen, horvátul Bijela Crikva) mezőváros Ausztriában, Burgenland tartományban, a Kismartoni járásban.

## Fekvése
Kismartontól 13 km-re északkeletre, a Lajta-hegység délkeleti oldalán fekszik.

## Nevének eredete
Eredeti magyar neve Csákány volt, mai magyar neve 1641-ben szerepel először "Feieregyhaz" alakban. Ezt egykori fehérfalú templomáról kapta.

## Története
Területe ősidők óta lakott. A Schönleitenberg nevű hegyen hallstatt-kori település és temetőjének nyomaira bukkantak. Határában Ausztria legrégibb korai keresztény temploma volt, melynek kerek márvány oltárlapját sikerült megtalálni.
1285-ben "Dundeskürchen" alakban szőlőhegyével kapcsolatban említik először. 1332-ben "Chakan", 1355-ben "Totchakan" néven szerepel. A 14. században a Gathal nemzetség birtoka, majd 1410-től a kismartoni uradalommal együtt a Kanizsai családé volt. 1437-ben már állt Szent Márton tiszteletére szentelt temploma. A 15. század közepétől csaknem 200 évig Habsburg birtok volt. A falut 1529-ben és 1683-ban a török elpusztította. Lakói a 16. század második felében evangélikusok lettek, katolikus egyházát 1638-ban alapították újra. Anyakönyveit 1615-től vezetik. 1605-ben Bocskai hajdúi dúlták fel a települést. 1622-ben az Esterházy család szerezte meg. 1651-ben védőfalakkal erősítették meg. 1659-ben I. Lipót császártól vásártartási jogot és mezővárosi rangot kapott. Országos vásárát a Szent Péter és Pál apostolok ünnepe utáni vasárnapon tartották. A város ítélkezési jogának máig látható bizonyítéka az 1660-ból származó pellengér. 1683-ban a török elfoglalta és kirabolta a települést. 1809-ben francia seregek vonultak be a városba, melyek elszállásolása és ellátása a lakosságra hárult. 1831-ben a 31 halálos áldozatot követelő kolera, 1866-ban tűzvész pusztított. 1848-49-ben a seregek közeledésére hol császári, hol magyar zászló lengett a templom tornyán.
Vályi András szerint " FEJÉREGYHÁZ, vagy némellyek szerént Tündöklőház. Német mező Város Sopron Vármegyében, földes Ura Hertzeg Eszterházy Uraság, lakosai katolikusok, a’ kiknek szép parton fejérlő Szentegyházoktól vette nevezetét, tudniillik Tündöklőházi nevezetétől a’ Németek Tundl, vagy Dundlerskirchen nevet alkottak belőle, a’ kik pedig nem értik, Donnerskirchennek is nevezik, fekszik Sircz mező Várostól fél mértföldnyire, ’s a’ Sopron Vármegyei fertőtől sem meszsze, nevezetes benne a’ Hertzegi földes Uraságnak igen nagy pintzéje. Határja középszerű, réttye, legelője jó, ’s egyéb vagyonnyai is meglehetősek, második Osztálybéli."
Fényes Elek szerint " Fehéregyháza, Donnerskirchen, német m. v. Sopron vmegyében, a Fertő tavától 1/2, Soprontól 3 mértföldnyire, 1500 kath. lak., paroch. templommal, nagy urasági pinczével. Van itt 26 5/8 urb. telek, s ezután 485 h. szántóföld, 174 h. rét, 2182 kapás szőlő, szép urasági erdő. Földje posványos és silány. Bora sok és jó; cseresznyét sokat termeszt, de más gyümölcse kevés. Birja h. Eszterházy."
1910-ben 1741, többségben német (1642 fő) lakosa volt, jelentős magyar (72 fő) kisebbséggel. A trianoni békeszerződésig Sopron vármegye Kismartoni járásához tartozott. 1921-ben a trianoni és saint germaini békeszerződések értelmében Ausztria része lett.

## Nevezetességei
- Szent Mártonnak szentelt plébániatemploma 1676-ban épült a korábbi maradványokon, belső berendezése 18. századi. 1975-ben felújították. A kapu feletti falfülkében a templom védőszentjének a szobra áll, talapzatán 1739-es évszámmal. A templom északi oldalához egy kétszintes sekrestye és egy lépcsős tornyocska kapcsolódik. A templombelső festése a 19. században készült. Az északi falon Krisztus megkeresztelése és Szent László király, a déli oldalon Szent István király látható. Keresztelőkútja 17. századi. A templomot 17. századi védőfal maradványai övezik, melyeken nyugati-délnyugati oldalon, a kapu közelében több kulcslyuk alakú lőrés látható.
- Szent Nepomuk temploma 1783-ban épült késő barokk, 1960-ban restaurálták. Oltárképe 1600 körüli.
- A falu szégyenoszlopa 1660-ból, szentháromság szobra 1738-ból való. Nepomuki Szent János szobra 18. századi.

## Híres emberek
- Itt született 1877. február 22-én Huber János kanonok, 1908-21-ben a Katolikus Népszövetség központi titkára, több német nyelvű napi és hetilap felelős szerkesztője
- A községben született Steiner Fülöp, Székesfehérvár egykori megyés püspöke.

## Külső hivatkozások
- Hivatalos oldal
- Fertőfehéregyháza az Osztrák Statisztikai Hivatal honlapján
- Fertőfehéregyháza temploma a magyar várak honlapján
- Magyar katolikus lexikon
- Magyar életrajzi lexikon